# XXVIII. Armeekorps
XXVIII. Armeekorps var en tysk armékår under andra världskriget. Kåren sattes upp den 20 maj 1940.

## Operation Barbarossa

### Organisation
Armékårens organisation den 31 juli 1941:
- 121. Infanterie-Division
- 122. Infanterie-Division

## Befälhavare
Kårens befälhavare:
- General der Infanterie Walter Graf von Brockdorff-Ahlefeldt  1 juni 1940–20 juni 1940
- General der Artillerie Peter Weyer  20 juni 1940–25 november 1940
- General der Infanterie Mauritz von Wiktorin  25 november 1940–30 januari 1942
- General der Artillerie Herbert Loch  27 oktober 1941–25 maj 1943
- Generalleutnant Otto Sponheimer  25 maj 1943–30 juni 1943
- General der Artillerie Herbert Loch  30 juni 1943–28 mars 1944
- Generalleutnant Gerhard Matzky  28 mars 1944–20 maj 1944
- General der Infanterie Hans Gollnick  20 maj 1944–1 april 1945

Stabschef:
- Oberst Nikolaus von Vormann  1 juni 1940–26 februari 1942
- Oberst Eugen Theilacker  24 juli 1942–29 oktober 1943
- Oberst Edmund Blaurock  1 november 1943–1 februari 1944
- Oberst Herbert Gundelach  1 februari 1944–1 oktober 1944